# Casa Manel (Guàrdia de Noguera)
La Casa Manel és una casa de Guàrdia de Noguera, al municipi de Castell de Mur (Pallars Jussà) inclosa a l'Inventari del Patrimoni Arquitectònic de Catalunya.

## Descripció
Habitatge unifamiliar entre mitgeres de planta baixa i dos piso. Sobre una façana medieval amb portal adovellat s'arrebossà totalment dibuixant les juntes de les pedres. Els ràfecs per remarcar les balconeres i el canvi de pis i el remat de teulada. Volen ésser un neoclàssic pobre. La composició de pis és simètrica i la coberta de teula. Bigues de fusta i escala de pedra.